# Dawid Pańczyszyn
Dawid Pańczyszyn (Breslavia, 26 marzo 1989) è un giocatore di football americano polacco che gioca come kicker per i Panthers Wrocław.
Ha vinto l'edizione 2016 della IFAF Europe Champions League e gioca nella lega semiprofessionistica ELF.